# Susu (Sprache)
Susu (Soussou, Sosokui) ist die Sprache der Susu vor allem im westafrikanischen Guinea. Es ist dort Nationalsprache und wird hauptsächlich an den Küstenregionen des Landes gesprochen. Sie dient landesweit auch als Handelssprache. Susu gehört zu der Familie der Mande-Sprachen.
Susu ist mit mehr als 155.000 Muttersprachlern (Stand 2015) auch im benachbarten Sierra Leone verbreitet und wird auch örtlich in Guinea-Bissau gesprochen.
Susu ist der Yalunka-Sprache sehr ähnlich, sie wird weltweit von über 5 Millionen Menschen gesprochen.
Es existieren drei Alphabete für die Sususprache:
- arabisches Alphabet (adjami), seit dem 18. Jahrhundert bekannt, vielleicht ist es auch älter, aus dem 12. Jahrhundert.
- lateinisches Alphabet, gibt es seit dem 19. Jahrhundert (beeinflusst durch Portugiesen, Engländer und Franzosen, die Texte aus dem Susu transkribierten).
- afrikanisches Alphabet (N’Ko), ab 1949 entwickelt von Soulemayne Kante in der Côte d'Ivoire und 1988 per Dekret in Guinea eingeführt.[2]